# كيفنغ ليو
كيفنغ ليو ( في اللغة الصينية: 刘克峰 ؛ من مواليد 12 ديسمبر 1965)، عالم رياضيات صيني-أمريكي معروف بإسهاماته في التحليل الهندسي، ولا سيما الهندسة والطوبولوجيا وتحليل المساحات المعيارية لأسطح ريمان ومشعبات كالابي-ياو. وهو أستاذ الرياضيات في جامعة كاليفورنيا لوس أنجلوس، وكذلك المدير التنفيذي لمركز العلوم الرياضية في جامعة تشجيانغ. اشتهر بتعاونه مع بونغ ليان و شينغ تونغ ياو حيث أسسوا بعض التخمينات الهندسية التعدادية باستعمال التناظر الانعكاسي.

## السيرة الشخصية
ولد ليو في كايفنغ بمقاطعة خنان بالصين. في عام 1985، حصل ليو على درجة البكالوريوس في الرياضيات من قسم الرياضيات بجامعة بكين في العاصمة بكين. في عام 1988، حصل ليو على درجة الماجستير من معهد الرياضيات التابع للأكاديمية الصينية للعلوم في بكين.  ذهب ليو بعد ذلك للدراسة في الولايات المتحدة وحصل على درجة الدكتوراه من جامعة هارفارد عام 1993 تحت إشراف شينج تونج ياو. 
من عام 1993 إلى عام 1996، كان ليو محاضر في معهد ماساتشوستس للتكنولوجيا. من عام 1996 إلى عام 2000، كان ليو أستاذًا مساعدًا في جامعة ستانفورد. انضم ليو إلى هيئة التدريس بجامعة كاليفورنيا لوس أنجلوس في عام 2000، حيث تمت ترقيته إلى أستاذ في عام 2002.  في سبتمبر 2003، تم تعيين ليو رئيسًا لقسم الرياضيات بجامعة تشجيانغ.  يشغل ليو حاليًا منصب المدير التنفيذي لمركز العلوم الرياضية بجامعة تشجيانغ.

## الجوائز والتكريمات
- زمالة فريدريك إي تيرمان (1997-2001)
- زمالة سلون (1998-2001)
- زمالة غوغنهايم (2002)
- وسام الصباح الفضي (1998)
- الميدالية الذهبية في الرياضيات (2004)
- المتحدث المدعو ، لعام 2002 في المؤتمر الدولي لعلماء الرياضيات

## العمل التحريري
- الاتصالات في التحليل والهندسة ، رئيس التحرير
- الرياضيات الفصلية البحتة والتطبيقية ، رئيس التحرير المشارك.
- المجلة الآسيوية للرياضيات ، محرر.
- مجلة المحيط الهادئ للرياضيات ، محرر.
- إشعارات المؤتمر الدولي لعلماء الرياضيات الصينيين ، رئيس التحرير المشارك.
- محاضرات متقدمة في الرياضيات ، محرر تنفيذي.
- علوم الصين للرياضيات ، محرر.
- الرياضيات والعلوم الإنسانية ، رئيس تحرير مشارك.

## روابط خارجية
- الصفحة الرئيسية لـ كيفنغ ليو في جامعة كاليفورنيا لوس انجلس
- الصفحة الرئيسية لـ كيفنغ ليو في جامعة جيجيانغ (بالصينية)
- "ملخص موجز لأبحاثي" بقلم كيفينج ليو
- مشروع علم الأنساب في الرياضيات – كيفنغ ليو
- المعرفة والتقنية والخيال – كيفينغ ليو ، أبريل 2004